# Filgueira de Traba
Filgueira de Traba (llamada oficialmente San Miguel de Filgueira de Traba) es una parroquia española del municipio de Oza-Cesuras, en la provincia de La Coruña, Galicia.

## Entidades de población
Entidades de población que forman parte de la parroquia:
- Acibros (Os Acivros)
- Anella (A Anella)
- Barral (O Barral)
- Bazaqueira (A Bazaqueira)
- Braña (A Braña)
- Cernadas (As Cernadas)
- Currás (Os Currás)
- Ferreiros (Os Ferreiros)
- Fontecativa (A Fontecativa)
- Iglesia (A Igrexa)
- Pedre
- Regueira de Abajo (A Regueira de Abaixo)
- Regueira de Arriba (A Regueira de Arriba)
- Sar
- Sexto (Sesto)

## Despoblados
- Insua (A Insua)
- Pazo (O Pazo)

## Demografía
| Gráfica de evolución demográfica de Filgueira de Traba entre 2000 y 2019 |
|                                                                          |
| Datos según el nomenclátor publicado por el INE.                         |